# Ravished Armenia
Ravished Armenia, título completo Ravished Armenia; the Story of Aurora Mardiganian, the Christian Girl, Who Survived the Great Massacres, é um livro escrito em 1918 por Aurora Mardiganian sobre suas experiências no Genocídio armênio.
Este livro é o cenário do filme Auction of Souls (também conhecido como Ravished Armenia), em que Aurora Mardiganian interpreta a si mesma.